# Moncheaux-lès-Frévent
Moncheaux-lès-Frévent là một xã trong tỉnh Pas-de-Calais, vùng Hauts-de-France, Pháp.
Moncheaux-lès-Frévent có cự ly 20 dặm (32 km) về phía tây của Arras tại giao lộ D82 và D23.

## Dân số
| 1962                                                              | 1968 | 1975 | 1982 | 1990 | 1999 | 2006 |
| ----------------------------------------------------------------- | ---- | ---- | ---- | ---- | ---- | ---- |
| 182                                                               | 155  | 138  | 107  | 109  | 112  | 133  |
| Số liệu điều tra dân số tính từ năm 1962, dân số chỉ tính một lần |      |      |      |      |      |      |